# Микроволокно
Микроволокно или микрофибра (англ. microfibre или microfiber) — ткань, произведённая из волокон полиэфира, также может состоять из волокон полиамида и других полимеров. Своё название ткань получила из-за толщины волокон, составляющей несколько микрометров. Микроволокно используется в производстве тканых, нетканых и трикотажных материалов. Может быть использована в производстве одежды, обивке, в промышленных фильтрах, в уборочной продукции.

## Материал
Микроволокно изготавливается из волокна размером менее 1 денье, волокна объединяются для формирования пряжи. Современная нить микроволокна при длине в 100 000 метров весит всего шесть граммов.

### История
Производство сверхтонкого волокна (менее 0,7 денье) началось в конце 1950 года с использованием технологии кручения нити из расплавленной массы. Микроволокно было разработано в Японии в 1976 году.

### Производство
В производстве микроволокна используют полиамид и полиэфиры. Полиамидная нить заранее подготавливается — ей придают звёздообразную форму. Затем подготовленную полиамидную нить опускают в расплавленный полиэфир, пропускают через тончайшие отверстия и затем охлаждают. После охлаждения нити полиэфира отделяются от полиамидной основы и отправляются на производство ткани.

### Технология
Производство микроволокна — высокоточный процесс, поскольку необходимо получить полимерную нить с диаметром в одну десятую или даже в сотые доли миллиметра. Для производства микроволокна используются экструдеры (от лат. extrudo — выдавливать). Экструдер — это машина для размягчения (пластикации) материалов и придания им формы путём продавливания через профилирующий инструмент (так называемую экструзионную головку), сечение которого соответствует конфигурации изделия. Процесс переработки материалов в экструдере называется экструзией.
Поскольку в последнее время микроволокно выдавливают в форме двойной нити (внутренняя полиамидная «звёздочка» и внешний полиэстеровый контур), технология его производства ещё более усложнилась. На выходе из экструдера охлаждение двойной нити водой приводит к отделению полиамидной и полиэстеровой составляющих нити, в результате чего каждая микронить имеет очень высокую площадь микрозазоров, что и приводит к высокой впитывающей способности ткани.
Конечное качество микроволокна зависит от геометрических параметров нитей, конуса сжатия в экструдере, температурного режима и другого.

## Свойства микроволокна
Микроволокно обладает высокой устойчивостью, у него богатая палитра ярких оттенков, эта ткань полностью поддаётся стирке. Ткани из микроволокна обладают повышенной впитывающей способностью благодаря очень малому диаметру сечения нити (ткань получается более «губчатой»).
Подходит для производства мягкой мебели:
- не оставляет после себя волокон
- не линяет
- не скатывается
- жидкости не проникают внутрь волокна
- впитывает гораздо больше воды, чем обычная ткань
- быстро высыхает после стирки.

Применяется для производства одежды. Ткань для одежды из микроволокна благодаря «губчатости» обладает способностью хорошо сохранять тепло, при этом одежда может быть более лёгкой и тонкой по сравнению с другими тканями.

## Недостатки
- Так как в основе микроволокна лежит полиэстеровая нить, его не рекомендуется сушить на батареях, гладить или подвергать тепловой обработке.
- После накопления достаточного количества жира в полотне из микрофибры оно полностью утрачивает способность впитывать воду.

### Экология
Текстиль из микроволокна имеет склонность к горючести, если произведён из углеводородов полиэстер или целлюлоза, и выделяет токсичные газы при горении, особенно если для производства использовались ароматические соединения или продукт был обработан галогенированными огнезащитными средствами и азокрасителями. Полиэстер и нейлон производятся из нефтехимических продуктов, которые не являются возобновляемым ресурсом и не биоразлагаемы.
В большинстве случаев чистящие средства на основе микроволокна предназначены для многократного использования, а не для выбрасывания после использования. Исключение составляет точная очистка оптических компонентов, где влажная тряпка проводится один раз по объекту и не должна использоваться снова, так как собранные частицы теперь встроены в тряпку и могут поцарапать оптическую поверхность.
Продукты из микроволокна также попадают в океанические воды и пищевую цепь наряду с другими микропластиками. Синтетическая одежда из микроволокон в процессе стирки высвобождает частицы синтетических материалов, попадающих в местные очистные сооружения сточных вод, способствуя пластиковому загрязнению воды. Исследование бренда одежды Patagonia и Университета Калифорнии в Санта-Барбаре обнаружило, что при стирке синтетических курток из микроволокон в среднем высвобождается 1,7 грамма микроволокон из стиральной машины. Эти микроволокна затем направляются в местные очистные сооружения сточных вод, где до 40 % из них попадают в реки, озера и океаны, где они способствуют общему пластиковому загрязнению. Микроволокна составляют 85 % искусственных отходов, найденных на мировых побережьях. Волокна, удерживаемые в иле очистных сооружений на земле, могут сохраняться в почвах.

## Использование
Техническое микроволокно применяется в товарах для уборки. Благодаря способности удалять жир и пыль без химических средств были созданы салфетки, позволяющие мыть посуду и протирать поверхности, сохраняя чистоту дома. А благодаря способности эффективно впитывать воду из микроволокна делают коврики в ванную и прихожую.
Так как ткань является безворсовой её часто применяют в виде салфеток для ухода за оптическими приборами и для протирки очков.